# Sztárban sztár (nyolcadik évad)
A Sztárban sztár című zenés show-műsor nyolcadik évada 2022. február 6-án vette kezdetét a TV2-n.
2021 novemberében a Big Picture tévés konferencián jelentette be Fischer Gábor, a csatorna programigazgatója, hogy 2022 tavaszán másfél év kihagyás után visszatér a műsor. A műsor első ajánlója 2021. november 21-én, a Sztárban sztár leszek! második évadának döntőjében jelent meg. 
A műsorvezető változatlanul Till Attila  volt, aki ezt a pozíciót hetedik alkalommal látta el. A zsűriben Bereczki Zoltán és Köllő Babett már nem volt benne, Papp Szabolcs és Kökény Attila maradt az előző évadból, melléjük érkezett Kiss Ramóna és Makranczi Zalán. Papp Szabolcsnak a negyedik, Kökény Attilának a második évada volt zsűritagként. 
Az évad a műsor története során először kilenc részes volt, vasárnap esténként sugározta a TV2. Azonban a döntőre szombaton április 2-án került sor, a magyarországi országgyűlési választás miatt. Az évad győztese Vavra Bence lett, így ő nyerte el a "Magyarország legsokoldalúbb előadója" címet 2022-ben. Az évadban 88 produkciót és 102 átalakulást láthattak a nézők.

## Versenyzők
A nyolcadik évad versenyzőit 2022. január 24-én, egy sajtótájékoztató keretein belül jelentették be.
| - Ember Márk - Emilio - Marics Peti - Stohl András - Vavra Bence - Zámbó Krisztián | - Dallos Bogi - Galambos Dorina - Orsovai Reni - Palya Bea - Péterffy Lili - Szekeres Adrien |

## Összesített eredmények
| – Az előadó továbbjutott                          |
| – A legtöbb szavazattal rendelkező előadó         |
| – A két legkevesebb szavazattal rendelkező előadó |
| – Az előadó kiesett                               |

| #   | Előadó          | 1. adás (február 6.) | 2. adás (február 13.) | 3. adás (február 20.) | 4. adás (február 27.) | 5. adás (március 6.)  | 6. adás (március 13.) | 7. adás (március 20.) | 8. adás (március 27.) | 9. adás (április 2.)    |
| --- | --------------- | -------------------- | --------------------- | --------------------- | --------------------- | --------------------- | --------------------- | --------------------- | --------------------- | ----------------------- |
| 1.  | Vavra Bence     | Továbbjutott         | Továbbjutott          | Továbbjutott          | Továbbjutott          | Továbbjutott          | Továbbjutott          | Utolsó kettő          | Továbbjutott          | 1. helyezett a döntőben |
| 2.  | Marics Peti     | Továbbjutott         | Továbbjutott          | Továbbjutott          | Továbbjutott          | Továbbjutott          | Továbbjutott          | Továbbjutott          | Továbbjutott          | 2. helyezett a döntőben |
| 3.  | Szekeres Adrien | Továbbjutott         | Továbbjutott          | Továbbjutott          | Továbbjutott          | Továbbjutott          | Továbbjutott          | Továbbjutott          | Utolsó kettő          | 3. helyezett a döntőben |
| 4.  | Ember Márk      | Továbbjutott         | Továbbjutott          | Továbbjutott          | Továbbjutott          | Továbbjutott          | Utolsó kettő          | Továbbjutott          | Továbbjutott          | 4. helyezett a döntőben |
| 5.  | Stohl András    | Továbbjutott         | Továbbjutott          | Továbbjutott          | Továbbjutott          | Utolsó kettő          | Továbbjutott          | Továbbjutott          | Utolsó kettő          | Kiesett a 8. adásban    |
| 6.  | Péterffy Lili   | Továbbjutott         | Továbbjutott          | Továbbjutott          | Utolsó kettő          | Továbbjutott          | Továbbjutott          | Utolsó kettő          | Kiesett a 7. adásban  | Kiesett a 7. adásban    |
| 7.  | Zámbó Krisztián | Utolsó kettő         | Továbbjutott          | Utolsó kettő          | Továbbjutott          | Továbbjutott          | Utolsó kettő          | Kiesett a 6. adásban  | Kiesett a 6. adásban  | Kiesett a 6. adásban    |
| 8.  | Dallos Bogi     | Továbbjutott         | Utolsó kettő          | Továbbjutott          | Továbbjutott          | Utolsó kettő          | Kiesett az 5. adásban | Kiesett az 5. adásban | Kiesett az 5. adásban | Kiesett az 5. adásban   |
| 9.  | Emilio          | Továbbjutott         | Továbbjutott          | Továbbjutott          | Utolsó kettő          | Kiesett a 4. adásban  | Kiesett a 4. adásban  | Kiesett a 4. adásban  | Kiesett a 4. adásban  | Kiesett a 4. adásban    |
| 10. | Orsovai Reni    | Továbbjutott         | Továbbjutott          | Utolsó kettő          | Kiesett a 3. adásban  | Kiesett a 3. adásban  | Kiesett a 3. adásban  | Kiesett a 3. adásban  | Kiesett a 3. adásban  | Kiesett a 3. adásban    |
| 11. | Palya Bea       | Továbbjutott         | Utolsó kettő          | Kiesett a 2. adásban  | Kiesett a 2. adásban  | Kiesett a 2. adásban  | Kiesett a 2. adásban  | Kiesett a 2. adásban  | Kiesett a 2. adásban  | Kiesett a 2. adásban    |
| 12. | Galambos Dorina | Utolsó kettő         | Kiesett az 1. adásban | Kiesett az 1. adásban | Kiesett az 1. adásban | Kiesett az 1. adásban | Kiesett az 1. adásban | Kiesett az 1. adásban | Kiesett az 1. adásban | Kiesett az 1. adásban   |

## Adások
Az évad újítása volt, hogy a TV2 Live mobilapplikáció mellett az adások teljes ideje alatt emelt díjas telefonhívással is lehetett szavazni, a Sztárban sztár leszek! második évadában alkalmazott veszélyzónás villámszavazáshoz hasonlóan. Egy telefonhívás 3 applikációs szavazatot ért. Továbbá kibővült a színpad, így a versenyzők egy minden eddiginél nagyobb stúdióban adhatták elő a produkcióikat. 

### 1. adás (február 6.)
- Közös produkció: Remember (Becky Hill & David Guetta)

| #  | Előadó          | Dal                | Eredeti előadó                        | Pontozás        | Pontozás          | Pontozás      | Pontozás      | Pontozás | Eredmény      |
| #  | Előadó          | Dal                | Eredeti előadó                        | Makranczi Zalán | Lékai-Kiss Ramóna | Kökény Attila | Papp Szabolcs | Összesen | Eredmény      |
| -- | --------------- | ------------------ | ------------------------------------- | --------------- | ----------------- | ------------- | ------------- | -------- | ------------- |
| 1  | Ember Márk      | Swalla             | Jason Derulo                          | 8               | 8                 | 9             | 9             | 34       | Továbbjutott  |
| 2  | Galambos Dorina | Bulletproof        | Elly Jackson (La Roux)                | 7               | 7                 | 8             | 8             | 30       | Kiesett       |
| 3  | Dallos Bogi     | Aranybula          | Osbáth Márk (Pamkutya) Osbáth Norbert | 10              | 9                 | 10            | 10            | 39       | Továbbjutott  |
| 4  | Marics Peti     | Beggin'            | Damiano David (Måneskin)              | 8               | 10                | 10            | 10            | 38       | Továbbjutott  |
| 5  | Zámbó Krisztián | Nyár van           | Csepregi Éva                          | 9               | 9                 | 10            | 9             | 37       | Utolsó előtti |
| 6  | Orsovai Reni    | Veled akarok lenni | Tóth Gabi                             | 10              | 10                | 10            | 10            | 40       | Továbbjutott  |
| 7  | Péterffy Lili   | Tous les Mêmes     | Stromae                               | 9               | 9                 | 9             | 9             | 36       | Továbbjutott  |
| 8  | Vavra Bence     | Recovery           | James Arthur                          | 9               | 9                 | 10            | 10            | 38       | Továbbjutott  |
| 9  | Emilio          | Lady N             | Korda György                          | 9               | 9                 | 10            | 8             | 36       | Továbbjutott  |
| 10 | Szekeres Adrien | Magic              | Kylie Minogue                         | 8               | 7                 | 9             | 7             | 31       | Továbbjutott  |
| 11 | Palya Bea       | Lost on You        | LP                                    | 9               | 9                 | 10            | 8             | 36       | Továbbjutott  |
| 12 | Stohl András    | Prince Ali         | Will Smith                            | 9               | 10                | 10            | 10            | 39       | Továbbjutott  |

### 2. adás (február 13.)
- Közös produkció: Fallin' (Adrenaline) (Why Don’t We)

| #  | Előadó          | Dal                                                         | Eredeti előadó                 | Pontozás        | Pontozás          | Pontozás      | Pontozás      | Pontozás | Eredmény      |
| #  | Előadó          | Dal                                                         | Eredeti előadó                 | Makranczi Zalán | Lékai-Kiss Ramóna | Kökény Attila | Papp Szabolcs | Összesen | Eredmény      |
| -- | --------------- | ----------------------------------------------------------- | ------------------------------ | --------------- | ----------------- | ------------- | ------------- | -------- | ------------- |
| 1  | Palya Bea       | S&M                                                         | Rihanna                        | 9               | 8                 | 9             | 9             | 35       | Kiesett       |
| 2  | Zámbó Krisztián | Cheri, Cheri Lady                                           | Thomas Anders (Modern Talking) | 10              | 10                | 10            | 9             | 39       | Továbbjutott  |
| 3  | Péterffy Lili   | You Know I'm No Good                                        | Amy Winehouse                  | 9               | 8                 | 9             | 9             | 35       | Továbbjutott  |
| 4  | Orsovai Reni    | K-k-kétszer                                                 | Papp Szabolcs (Supernem)       | 9               | 10                | 10            | 10            | 39       | Továbbjutott  |
| 5  | Vavra Bence     | Closer                                                      | Ne-Yo                          | 9               | 10                | 10            | 10            | 39       | Továbbjutott  |
| 6  | Emilio          | Mindent a szemnek / Banális történet / Szerelemre születtem | Zoltán Erika                   | 8               | 9                 | 10            | 8             | 35       | Továbbjutott  |
| 7  | Szekeres Adrien | Hotel Room Service                                          | Pitbull                        | 10              | 10                | 10            | 10            | 40       | Továbbjutott  |
| 8  | Dallos Bogi     | Fekete rúzs                                                 | Zséda                          | 9               | 9                 | 10            | 9             | 37       | Utolsó előtti |
| 9  | Stohl András    | Enigma (Give a Bit of Mmh to Me)                            | Amanda Lear                    | 10              | 10                | 10            | 8             | 38       | Továbbjutott  |
| 10 | Ember Márk      | Szabadítsd fel!                                             | Mester Tamás                   | 9               | 9                 | 9             | 8             | 35       | Továbbjutott  |
| 11 | Marics Peti     | Rockstar                                                    | Post Malone                    | 10              | 10                | 10            | 10            | 40       | Továbbjutott  |

### 3. adás (február 20.)
- Közös produkció: Melody (Sigala)

| #  | Előadó          | Dal                                            | Eredeti előadó                            | Pontozás        | Pontozás          | Pontozás      | Pontozás      | Pontozás | Eredmény      |
| #  | Előadó          | Dal                                            | Eredeti előadó                            | Makranczi Zalán | Lékai-Kiss Ramóna | Kökény Attila | Papp Szabolcs | Összesen | Eredmény      |
| -- | --------------- | ---------------------------------------------- | ----------------------------------------- | --------------- | ----------------- | ------------- | ------------- | -------- | ------------- |
| 1  | Emilio          | Dancing Lasha Tumbai                           | Verka Serdhuchka                          | 9               | 9                 | 10            | 10            | 38       | Továbbjutott  |
| 2  | Stohl András    | Nincs baj, baby! / Trabant / Buli van a parton | Sipos F. Tamás                            | 9               | 10                | 10            | 10            | 39       | Továbbjutott  |
| 3  | Ember Márk      | Can't Hold Us                                  | Macklemore                                | 10              | 10                | 10            | 10            | 40       | Továbbjutott  |
| 4  | Szekeres Adrien | It's Oh So Quiet                               | Björk                                     | 10              | 10                | 10            | 10            | 40       | Továbbjutott  |
| 5  | Zámbó Krisztián | Meghalok egy csókodért!/Bújj mellém            | Kozso (Ámokfutók)                         | 8               | 8                 | 9             | 8             | 33       | Utolsó előtti |
| 6  | Péterffy Lili   | Industry Baby                                  | Lil Nas X                                 | 9               | 8                 | 9             | 8             | 34       | Továbbjutott  |
| 7  | Vavra Bence     | Spectrum                                       | Florence Welch (Florence and the Machine) | 8               | 10                | 9             | 8             | 35       | Továbbjutott  |
| 8  | Orsovai Reni    | Juice                                          | Lizzo                                     | 9               | 10                | 10            | 10            | 39       | Kiesett       |
| 9  | Marics Peti     | Goldeneye                                      | Tina Turner                               | 9               | 9                 | 9             | 9             | 36       | Továbbjutott  |
| 10 | Dallos Bogi     | Sorry                                          | Puskás-Dallos Peti (The Biebers)          | 10              | 10                | 10            | 10            | 40       | Továbbjutott  |

### 4. adás (február 27.)
A negyedik adásban az emelt díjas szavazatokból származó bevételt az orosz-ukrán háború miatt hazájukból menekülő ukrán, illetve kárpátaljai magyar családoknak ajánlották fel. 
- Közös produkció: Head Shoulders Knees & Toes (Ofenbach, Quarterhead ft. Norma Jean Martine)

| # | Előadó          | Dal                             | Eredeti előadó                      | Pontozás        | Pontozás          | Pontozás      | Pontozás      | Pontozás | Eredmény      |
| # | Előadó          | Dal                             | Eredeti előadó                      | Makranczi Zalán | Lékai-Kiss Ramóna | Kökény Attila | Papp Szabolcs | Összesen | Eredmény      |
| - | --------------- | ------------------------------- | ----------------------------------- | --------------- | ----------------- | ------------- | ------------- | -------- | ------------- |
| 1 | Péterffy Lili   | On the Floor                    | Jennifer Lopez                      | 8               | 9                 | 9             | 10            | 36       | Utolsó előtti |
| 2 | Ember Márk      | Bodak Yellow                    | Cardi B                             | 10              | 10                | 10            | 10            | 40       | Továbbjutott  |
| 3 | Zámbó Krisztián | I’m Too Sexy                    | Richard Fairbrass (Right Said Fred) | 8               | 9                 | 9             | 8             | 34       | Továbbjutott  |
| 4 | Szekeres Adrien | Origo                           | Pápai Joci                          | 9               | 9                 | 10            | 10            | 38       | Továbbjutott  |
| 5 | Dallos Bogi     | Get Ur Freak On                 | Missy Elliott                       | 9               | 10                | 10            | 10            | 39       | Továbbjutott  |
| 6 | Stohl András    | Ezt egy életen át kell játszani | Hevesi Tamás                        | 10              | 10                | 10            | 10            | 40       | Továbbjutott  |
| 7 | Vavra Bence     | Personal Jesus                  | Marilyn Manson (Marilyn Manson)     | 10              | 10                | 10            | 9             | 39       | Továbbjutott  |
| 8 | Marics Peti     | Pálinka dal                     | Mező Misi (Magna Cum Laude)         | 8               | 8                 | 8             | 8             | 32       | Továbbjutott  |
| 9 | Emilio          | Skin                            | Rag’n’Bone Man                      | 10              | 10                | 10            | 9             | 39       | Kiesett       |

- Extra produkció: Majka, Curtis és Nika – Füttyös

### 5. adás (március 6.)
- Közös produkció: EveryTime I Cry (Ava Max)

| # | Előadó          | Dal                                            | Eredeti előadó                   | Pontozás        | Pontozás          | Pontozás      | Pontozás      | Pontozás | Eredmény      |
| # | Előadó          | Dal                                            | Eredeti előadó                   | Makranczi Zalán | Lékai-Kiss Ramóna | Kökény Attila | Papp Szabolcs | Összesen | Eredmény      |
| - | --------------- | ---------------------------------------------- | -------------------------------- | --------------- | ----------------- | ------------- | ------------- | -------- | ------------- |
| 1 | Dallos Bogi     | New Rules                                      | Dua Lipa                         | 9               | 9                 | 10            | 10            | 38       | Kiesett       |
| 2 | Ember Márk      | Vakáció                                        | Dolly (Dolly Roll)               | 9               | 9                 | 10            | 8             | 36       | Továbbjutott  |
| 3 | Péterffy Lili   | Crazy                                          | Cee Lo Green (Gnarls Barkley)    | 9               | 8                 | 9             | 9             | 35       | Továbbjutott  |
| 4 | Stohl András    | (I Can't Get No) Satisfaction                  | Mick Jagger (The Rolling Stones) | 9               | 9                 | 10            | 10            | 38       | Utolsó előtti |
| 5 | Marics Peti     | Sorry                                          | Justin Bieber                    | 9               | 9                 | 9             | 8             | 35       | Továbbjutott  |
| 6 | Szekeres Adrien | In the Shadows                                 | Lauri Ylönen (The Rasmus)        | 9               | 9                 | 9             | 8             | 35       | Továbbjutott  |
| 7 | Zámbó Krisztián | I’d Do Anything for Love (But I Won’t Do That) | Meat Loaf                        | 10              | 10                | 10            | 10            | 40       | Továbbjutott  |
| 8 | Vavra Bence     | #thatPOWER                                     | Will.i.am                        | 10              | 10                | 10            | 10            | 40       | Továbbjutott  |

- Extra produkció: Tóth Gabi és Pápai Joci – Meg volt írva

### 6. adás (március 13.)
A hatodik adásban a versenyzők egy szólóprodukcióval és egy versenytársaikkal közös produkcióval léptek színpadra. A közös produkciók során a versenyzők a zsűri pontjait egyenként is megkapták. 
- Közös produkció: Nirvana (A7S)

| #                | Előadó          | Dal                          | Eredeti előadó         | Eredeti előadó      | Pontozás        | Pontozás          | Pontozás      | Pontozás      | Pontozás | Eredmény      |
| #                | Előadó          | Dal                          | Eredeti előadó         | Eredeti előadó      | Makranczi Zalán | Lékai-Kiss Ramóna | Kökény Attila | Papp Szabolcs | Összesen | Eredmény      |
| ---------------- | --------------- | ---------------------------- | ---------------------- | ------------------- | --------------- | ----------------- | ------------- | ------------- | -------- | ------------- |
| 1                | Ember Márk      | I Was Made for Lovin’ You    | Paul Stanley (Kiss)    | Paul Stanley (Kiss) | 9               | 10                | 9             | 10            | 38       | Utolsó előtti |
| 2                | Stohl András    | Nyugi doki                   | Szandi                 | Szandi              | 8               | 10                | 10            | 10            | 38       | Továbbjutott  |
| 3                | Péterffy Lili   | Lose Yourself                | Eminem                 | Eminem              | 10              | 10                | 10            | 10            | 40       | Továbbjutott  |
| 4                | Szekeres Adrien | Cintányéros cudar világ      | Oszvald Marika         | Oszvald Marika      | 10              | 10                | 10            | 10            | 40       | Továbbjutott  |
| 5                | Zámbó Krisztián | (You Drive Me) Crazy         | Britney Spears         | Britney Spears      | 9               | 10                | 10            | 9             | 38       | Kiesett       |
| 6                | Marics Peti     | Stronger                     | Kanye West             | Kanye West          | 9               | 10                | 10            | 10            | 39       | Továbbjutott  |
| 7                | Vavra Bence     | Easy on Me                   | Adele                  | Adele               | 10              | 10                | 10            | 10            | 40       | Továbbjutott  |
| Közös produkciók |                 |                              |                        |                     |                 |                   |               |               |          |               |
| 8                | Ember Márk      | Rossz vagyok, de használható | Vilmányi Gábor         | (Manhattan)         | 10              | 10                | 10            | 10            | 40       |               |
| 8                | Péterffy Lili   | Rossz vagyok, de használható | Nemcsók János          | (Manhattan)         | 10              | 10                | 10            | 10            | 40       |               |
| 8                | Szekeres Adrien | Rossz vagyok, de használható | Varga Szabolcs         | (Manhattan)         | 10              | 10                | 10            | 10            | 40       |               |
| 8                | Vavra Bence     | Rossz vagyok, de használható | Dobi Sándor            | (Manhattan)         | 10              | 10                | 10            | 10            | 40       |               |
| 9                | Marics Peti     | Szerelemdoktor               | Varga Zsolt            | (UFO)               | 10              | 10                | 10            | 10            | 40       |               |
| 9                | Stohl András    | Szerelemdoktor               | Szalai Zita            | (UFO)               | 10              | 10                | 10            | 10            | 40       |               |
| 9                | Zámbó Krisztián | Szerelemdoktor               | Tölgyesi-Khell Cynthia | (UFO)               | 10              | 10                | 10            | 10            | 40       |               |

### 7. adás (március 20.)
A hetedik adásban a versenyzők egy szólóprodukcióval és egy versenytársukkal alkotott duettel léptek színpadra. 
- Közös produkció: Where Are You Now (Lost Frequencies ft. Calum Scott)

| #                | Előadó          | Dal                                                                          | Eredeti előadó                   | Eredeti előadó                   | Pontozás        | Pontozás          | Pontozás      | Pontozás      | Pontozás | Eredmény      |
| #                | Előadó          | Dal                                                                          | Eredeti előadó                   | Eredeti előadó                   | Makranczi Zalán | Lékai-Kiss Ramóna | Kökény Attila | Papp Szabolcs | Összesen | Eredmény      |
| ---------------- | --------------- | ---------------------------------------------------------------------------- | -------------------------------- | -------------------------------- | --------------- | ----------------- | ------------- | ------------- | -------- | ------------- |
| 1                | Vavra Bence     | Take My Breath                                                               | The Weeknd                       | The Weeknd                       | 9               | 9                 | 10            | 10            | 38       | Utolsó előtti |
| 2                | Szekeres Adrien | Free Your Mind                                                               | Terry Ellis (En Vogue)           | Terry Ellis (En Vogue)           | 9               | 9                 | 10            | 10            | 38       | Továbbjutott  |
| 3                | Stohl András    | Gyulafirátót                                                                 | Sub Bass Monster                 | Sub Bass Monster                 | 9               | 10                | 10            | 10            | 39       | Továbbjutott  |
| 4                | Marics Peti     | Into the Night                                                               | Chad Kroeger (Nickelback)        | Chad Kroeger (Nickelback)        | 9               | 8                 | 8             | 8             | 33       | Továbbjutott  |
| 5                | Péterffy Lili   | Last Friday Night (T.G.I.F.)                                                 | Katy Perry                       | Katy Perry                       | 10              | 10                | 10            | 9             | 39       | Kiesett       |
| 7                | Ember Márk      | American Idiot                                                               | Billie Joe Armstrong (Green Day) | Billie Joe Armstrong (Green Day) | 10              | 10                | 10            | 10            | 40       | Továbbjutott  |
| Duett produkciók |                 |                                                                              |                                  |                                  |                 |                   |               |               |          |               |
| 6                | Stohl András    | You're The One That I Want                                                   | John Travolta                    | John Travolta                    | 10              | 10                | 10            | 10            | 40       |               |
| 6                | Vavra Bence     | You're The One That I Want                                                   | Olivia Newton-John               | Olivia Newton-John               | 10              | 10                | 10            | 10            | 40       |               |
| 8                | Péterffy Lili   | 4 Minutes                                                                    | Justin Timberlake                | Justin Timberlake                | 10              | 10                | 10            | 10            | 40       |               |
| 8                | Szekeres Adrien | 4 Minutes                                                                    | Madonna                          | Madonna                          | 10              | 10                | 10            | 10            | 40       |               |
| 9                | Ember Márk      | Te vagy a legjobb dolog a héten / Azt csinálok, amit én akarok / Szabó János | Falusi Mariann                   | (Pa-dö-dő)                       | 10              | 10                | 10            | 10            | 40       |               |
| 9                | Marics Peti     | Te vagy a legjobb dolog a héten / Azt csinálok, amit én akarok / Szabó János | Lang Györgyi                     | (Pa-dö-dő)                       | 10              | 10                | 10            | 10            | 40       |               |

### 8. adás – Elődöntő (március 27.)
Az elődöntőben a versenyzők két egyéni produkcióval léptek színpadra. 
- Közös produkció: Hallucinate (Dua Lipa)

| #  | Előadó          | Dal                                                   | Eredeti előadó           | Pontozás        | Pontozás          | Pontozás      | Pontozás      | Pontozás | Eredmény      |
| #  | Előadó          | Dal                                                   | Eredeti előadó           | Makranczi Zalán | Lékai-Kiss Ramóna | Kökény Attila | Papp Szabolcs | Összesen | Eredmény      |
| -- | --------------- | ----------------------------------------------------- | ------------------------ | --------------- | ----------------- | ------------- | ------------- | -------- | ------------- |
| 1  | Marics Peti     | Pepas                                                 | Farruko                  | 10              | 10                | 10            | 10            | 40       | Továbbjutott  |
| 7  | Marics Peti     | Rollin’                                               | Fred Durst (Limp Bizkit) | 9               | 10                | 9             | 9             | 37       | Továbbjutott  |
| 2  | Stohl András    | Hosszú, fekete haj / Nádfedeles kulipintyó / Aranyeső | Bangó Margit             | 10              | 10                | 10            | 10            | 40       | Kiesett       |
| 10 | Stohl András    | A szerelemnek múlnia kell                             | Zorán                    | 9               | 10                | 10            | 9             | 38       | Kiesett       |
| 3  | Szekeres Adrien | Poker Face                                            | Lady Gaga                | 10              | 10                | 10            | 10            | 40       | Utolsó előtti |
| 6  | Szekeres Adrien | Cha Cha                                               | Chelo                    | 9               | 10                | 10            | 9             | 38       | Utolsó előtti |
| 4  | Vavra Bence     | It’s Alright                                          | Brian Harvey (East 17)   | 10              | 10                | 10            | 10            | 40       | Továbbjutott  |
| 8  | Vavra Bence     | La Traviata                                           | Pitti Katalin            | 10              | 10                | 10            | 10            | 40       | Továbbjutott  |
| 5  | Ember Márk      | Énmellettem elaludni nem lehet                        | Psota Irén               | 9               | 10                | 10            | 10            | 39       | Továbbjutott  |
| 9  | Ember Márk      | Are You Gonna Go My Way                               | Lenny Kravitz            | 10              | 10                | 9             | 9             | 38       | Továbbjutott  |

Extra produkciók
- Szakács Szilvia – Nem kicsi lány
- Csiszár István – Két hurrikán
- Hadas Alfréd – Engedj el

### 9. adás – Döntő (április 2.)
A döntőre a 2022-es magyarországi országgyűlési választás miatt 2022. április 2-án, szombaton került sor. A döntőben a versenyzők egy egyéni produkcióval és egy vendégelőadóval alkotott duettel léptek színpadra. A zsűri nem pontozott, csak szóban értékelte a produkciókat, a versenyzők sorsáról kizárólag a nézői szavazatok döntöttek. A produkciók utáni részeredményhirdetésen a legkevesebb szavazatot kapott versenyző, vagyis a 4. helyezett számára véget ért a verseny, a többiek szavazatait lenullázták és a második körös szavazatok döntöttek a győztes személyéről. 
- Közös produkció: Run (Becky Hill, Galantis)

| # | Előadó          | Dal                                                   | Eredeti előadó                  | Eredmény     |
| - | --------------- | ----------------------------------------------------- | ------------------------------- | ------------ |
| 1 | Szekeres Adrien | ABC                                                   | Michael Jackson (The Jackson 5) | 3. helyezett |
| 5 | Szekeres Adrien | A szív dala (duett Wolf Katival)                      | Oroszlán Szonja                 | 3. helyezett |
| 2 | Ember Márk      | Kiss from a Rose                                      | Seal                            | 4. helyezett |
| 6 | Ember Márk      | Júlia nem akar a földön járni (duett Vincze Lillával) | Kiki                            | 4. helyezett |
| 3 | Marics Peti     | Az légy, aki vagy                                     | Charlie                         | 2. helyezett |
| 7 | Marics Peti     | Seven Seas (duett Tóth Andival)                       | Berkes Olivér                   | 2. helyezett |
| 4 | Vavra Bence     | Writing's on the Wall                                 | Sam Smith                       | 1. helyezett |
| 8 | Vavra Bence     | Helló (duett Zsédával)                                | Kökény Attila                   | 1. helyezett |

Extra produkciók
- DR BRS, Varga Viktor, Heincz Gábor „Biga” – Koccintós újratöltve

| # | Előadók         | Dal          | Eredeti előadók | Eredeti előadók  |
| - | --------------- | ------------ | --------------- | ---------------- |
| 1 | Emilio          | Törjük szét! | Barbara Affif   | (Fresh)          |
| 1 | Stohl András    | Törjük szét! | Villányi Andrea | (Fresh)          |
| 1 | Zámbó Krisztián | Törjük szét! | Gyulai Viktória | (Fresh)          |
| 2 | Dallos Bogi     | Álmodj rólam |                 | (Picasso Branch) |
| 2 | Galambos Dorina | Álmodj rólam |                 | (Picasso Branch) |
| 2 | Orsovai Reni    | Álmodj rólam |                 | (Picasso Branch) |
| 2 | Palya Bea       | Álmodj rólam | Bebe            | (Picasso Branch) |
| 2 | Péterffy Lili   | Álmodj rólam |                 | (Picasso Branch) |

A nézői szavazatok alapján a nyolcadik évad győztese Vavra Bence lett, így övé lett a 2022-es „Magyarország legsokoldalúbb előadóművésze” cím.

## Nézettség
A +4-es adatok a teljes lakosságra, a 18–59-es adatok a célközönségre vonatkoznak. A táblázat csak a TV2 által főműsoridőben sugárzott adások adatait mutatja.
| Epizód             | Vetítés           | Teljes lakosság (+4) | Teljes lakosság (+4) | Teljes lakosság (+4) | Célközönség (18–59) | Célközönség (18–59) | Célközönség (18–59) | Forrás |
| Epizód             | Vetítés           | AMR (fő)             | SHR (%)              | Heti helyezés        | AMR (fő)            | SHR (%)             | Heti helyezés       | Forrás |
| ------------------ | ----------------- | -------------------- | -------------------- | -------------------- | ------------------- | ------------------- | ------------------- | ------ |
| 1. adás            | 2022. február 6.  | 881 730              | 19,9                 | 1.                   | 411 681             | 17,3                | 1.                  | [ 7 ]  |
| 2. adás            | 2022. február 13. | 908 610              | 20,9                 | 1.                   | 430 081             | 18,9                | 1.                  | [ 8 ]  |
| 3. adás            | 2022. február 20. | 926 791              | 21,0                 | 1.                   | 435 359             | 18,7                | 1.                  | [ 9 ]  |
| 4. adás            | 2022. február 27. | 905 786              | 20,2                 | 1.                   | 439 992             | 18,6                | 1.                  | [ 10 ] |
| 5. adás            | 2022. március 6.  | 891 128              | 19,8                 | 1.                   | 423 628             | 17,6                | 1.                  | [ 11 ] |
| 6. adás            | 2022. március 13. | 839 175              | 20,0                 | 1.                   | 384 385             | 17,9                | 1.                  | [ 12 ] |
| 7. adás            | 2022. március 20. | 883 606              | 20,1                 | 1.                   | 426 116             | 18,6                | 2.                  | [ 13 ] |
| 8. adás (Elődöntő) | 2022. március 27. | 801 112              | 19,3                 | 1.                   | 359 762             | 16,4                | 3.                  | [ 14 ] |
| 9. adás (Döntő)    | 2022. április 2.  | 784 471              | 19,2                 | 1.                   | 356 881             | 16,5                | 2.                  | [ 15 ] |